# Batalla de Sena Gálica
La batalla de Sena Gálica fue librada en las cercanías de la colonia de Sena Gálica en abril o mayo de 82 a. C. En el marco de la primera guerra civil de la República romana las tropas del propretor Cneo Pompeyo Magno, legado de Sila, vencieron a las de Cayo Marcio Censorino, legado del cónsul Cneo Papirio Carbón. Posteriormente las tropas de Pompeyo saquearon la ciudad.